# Aubigné-sur-Layon
Aubigné-sur-Layon – miejscowość i gmina we Francji, w regionie Kraj Loary, w departamencie Maine i Loara.
Według danych na rok 2010 gminę zamieszkiwało 359 osób, a gęstość zaludnienia wynosiła 66 osób/km².